# Nimbostratus
Nimbostratus (Ns – chmura warstwowa deszczowa) – chmura w postaci ciemnoszarej jednolitej warstwy, zazwyczaj całkowicie zasłaniającej niebo. Złożona jest z kropel wody oraz kryształków lodu. Jej występowaniu towarzyszą ciągłe opady deszczu lub śniegu.
Jest to chmura dająca najdłużej trwające opady. Dolna podstawa chmury występuje na wysokości 200–500 m (często pod podstawą występują jeszcze postrzępione chmury Stratus fractus (St fra) na wysokości rzędu 100–200 m, a nawet niżej). Grubość chmury jest bardzo duża i dochodzi do 4–6 km. Często też łączy się z wyżej położoną chmurą Altostratus (As). Z tych powodów Ns zawsze całkowicie przesłania tarczę słoneczną. Obserwujemy wówczas pochmurną i deszczową pogodę, a zimą obfite opady śniegu. Czasem występuje też opad deszczu lodowego, podobnego do gradu, ale tylko w chłodnych porach roku.
Nimbostratus powstaje na froncie ciepłym wskutek unoszenia się ciepłego powietrza ponad chłodne pod stosunkowo niewielkim kątem i kondensacji zawartej w nim pary wodnej. Chmura też pojawia się na froncie chłodnym – razem z cumulonimbusami – oraz na froncie okluzji. Nimbostratus występuje zazwyczaj w chłodnych wycinkach niżu atmosferycznego. Jest to typowa chmura frontalna.
Chmura nimbostratus nie daje zjawiska burzy, aczkolwiek, jeśli wbudowane są w nią chmury cumulonimbus (Cb) mogą teoretycznie powstawać ładunki elektrostatyczne na zasadzie indukcji elektrostatycznej. Jeśli różnice pomiędzy nimi są duże, to mogą wystąpić wewnątrzchmurowe wyładowania atmosferyczne, jednakże jest to mało prawdopodobne. Mieszanka chmur Ns i Cb daje ulewne i długotrwałe opady deszczu lub śniegu.
W przypadku chmury warstwowo-deszczowej nie wyróżnia się gatunków i odmian.
Symbol, którym oznacza się chmury typu nimbostratus: 

## Galeria zdjęć

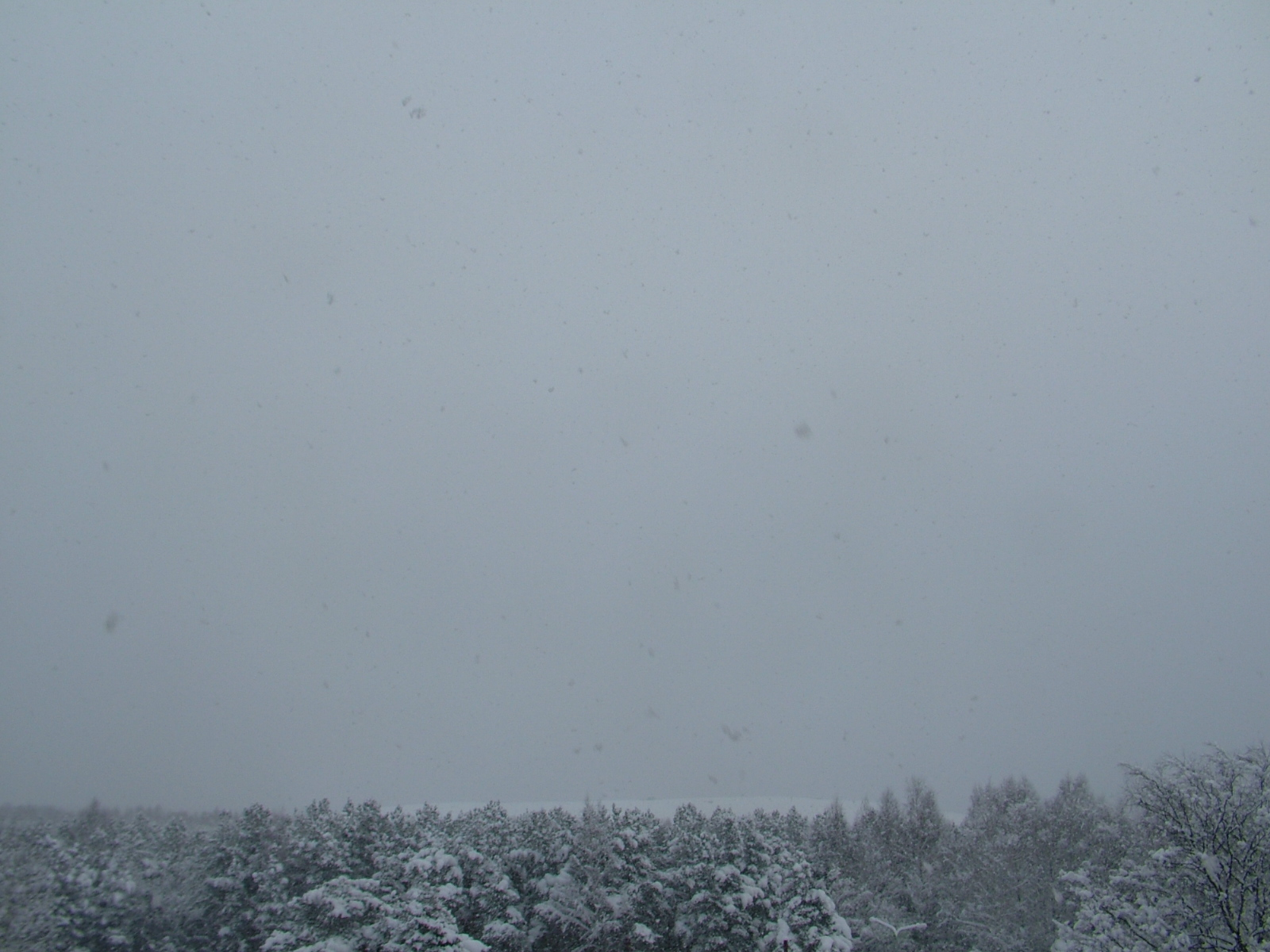
W zimie chmury Nimbostratus przynoszą długotrwałe opady śniegu
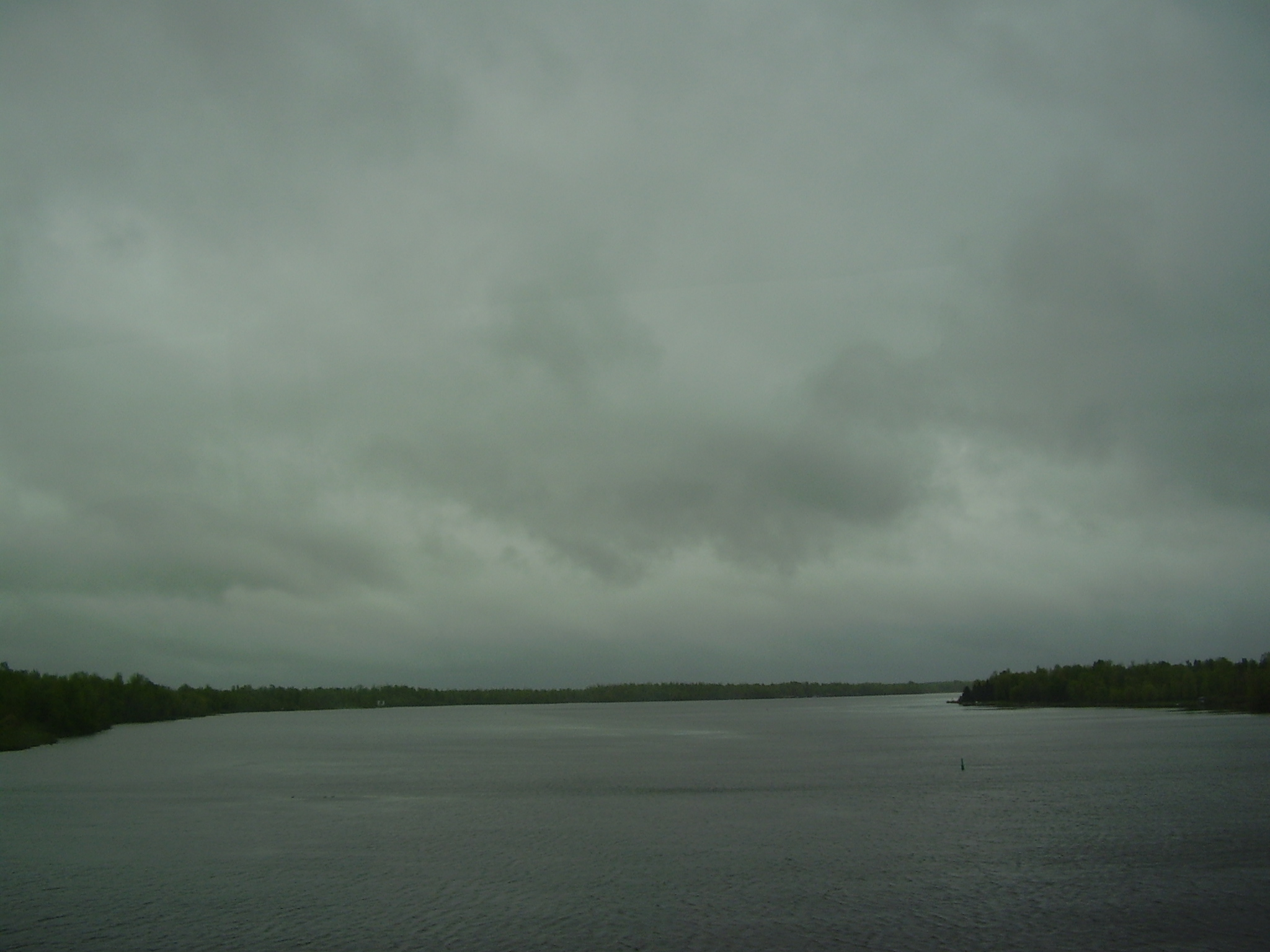
Chmury Nimbostratus w rejonie rzeki Rideau
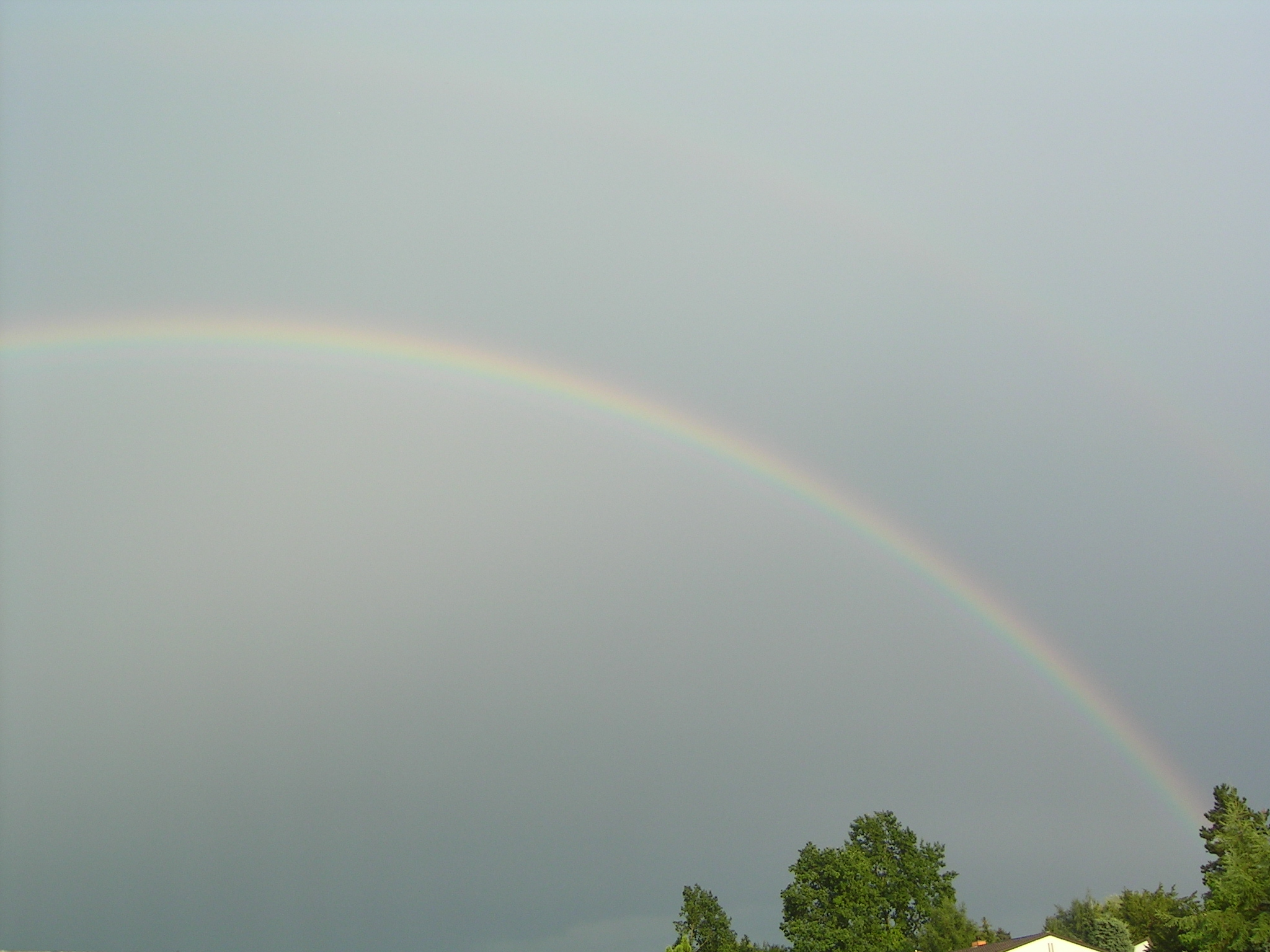
Tęcza powstała po opadzie z chmury Nimbostratus
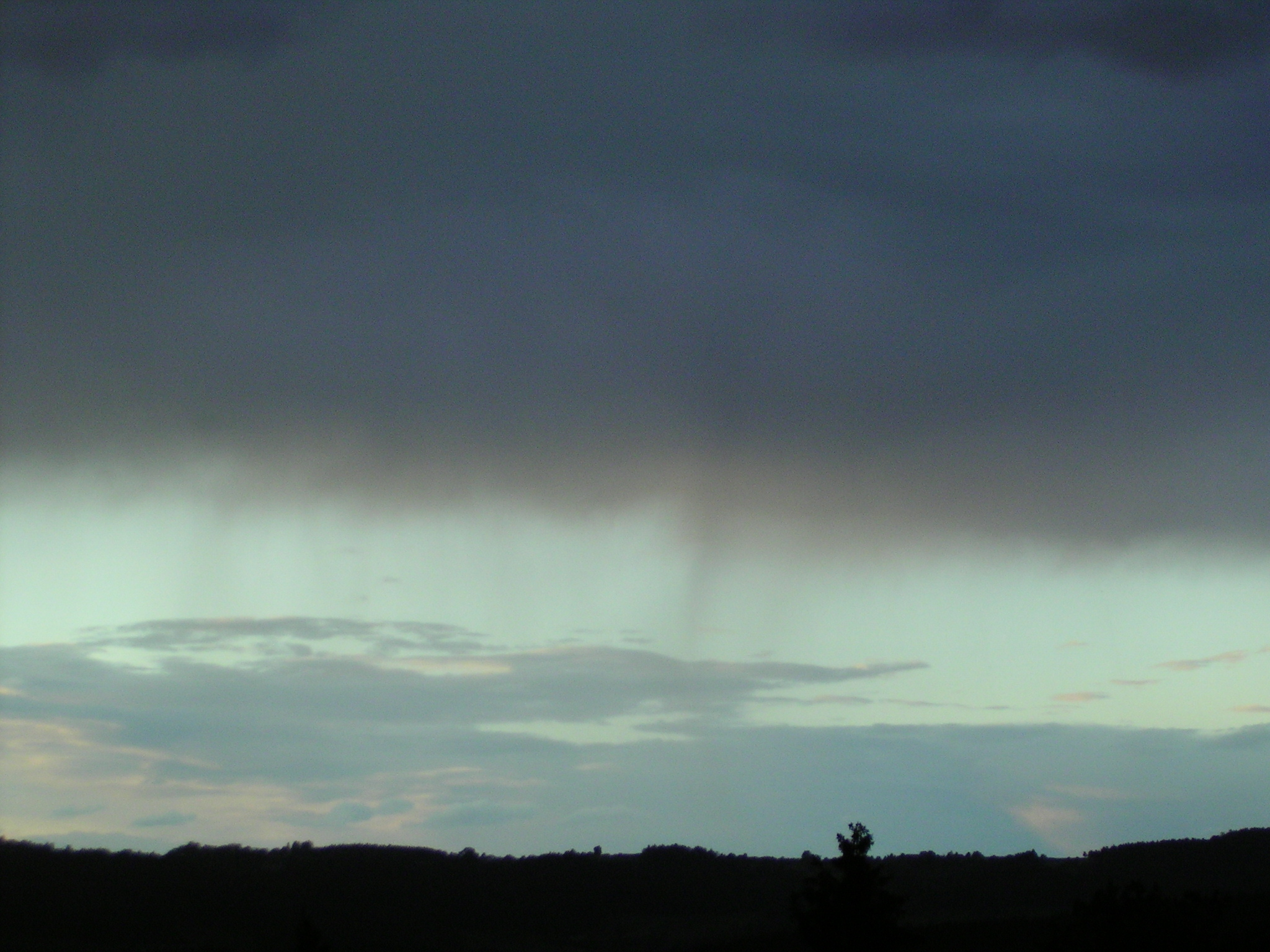
Virga z kończącej się chmury Nimbostratus
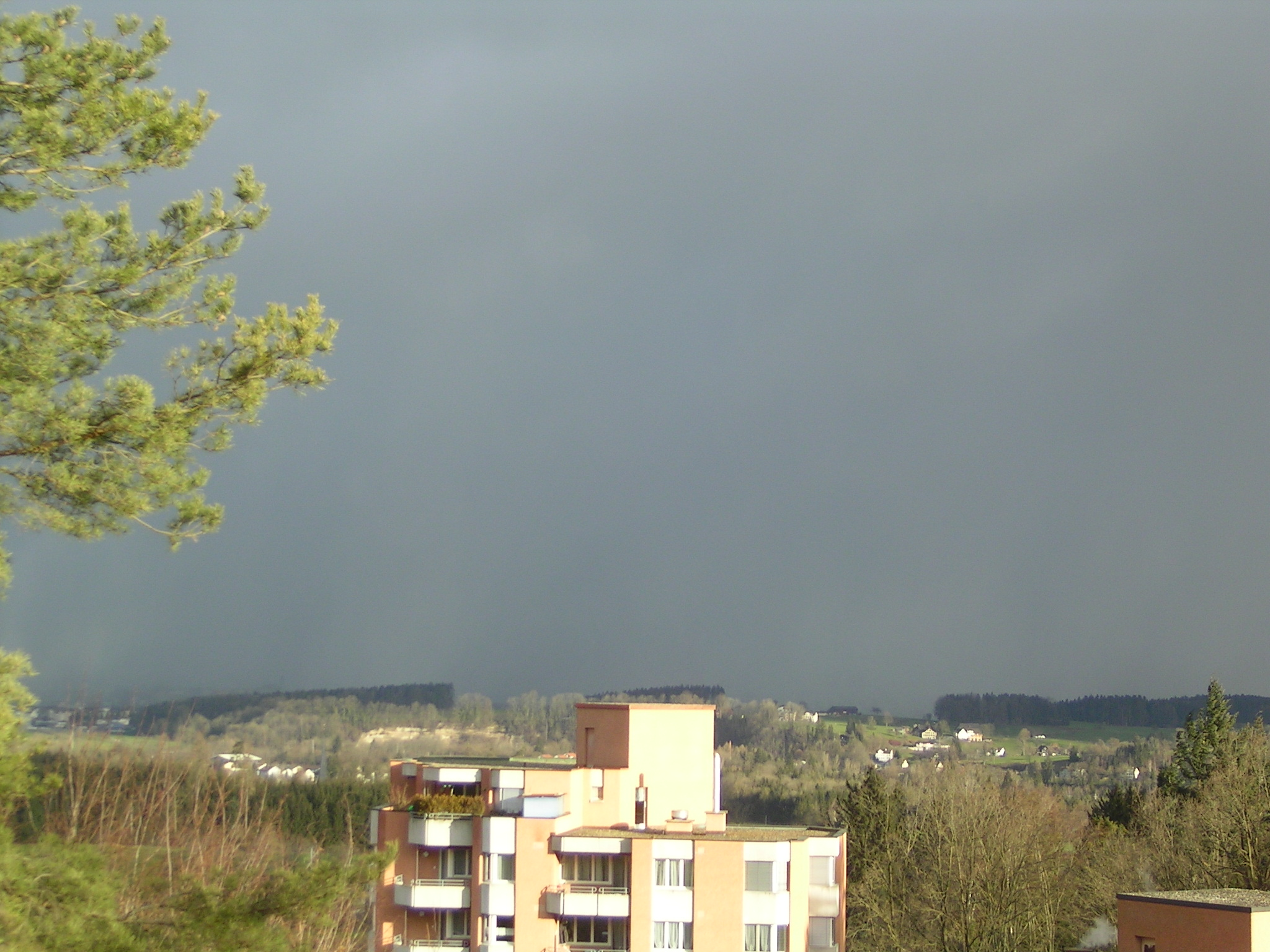
Chmury warstwowo-deszczowe
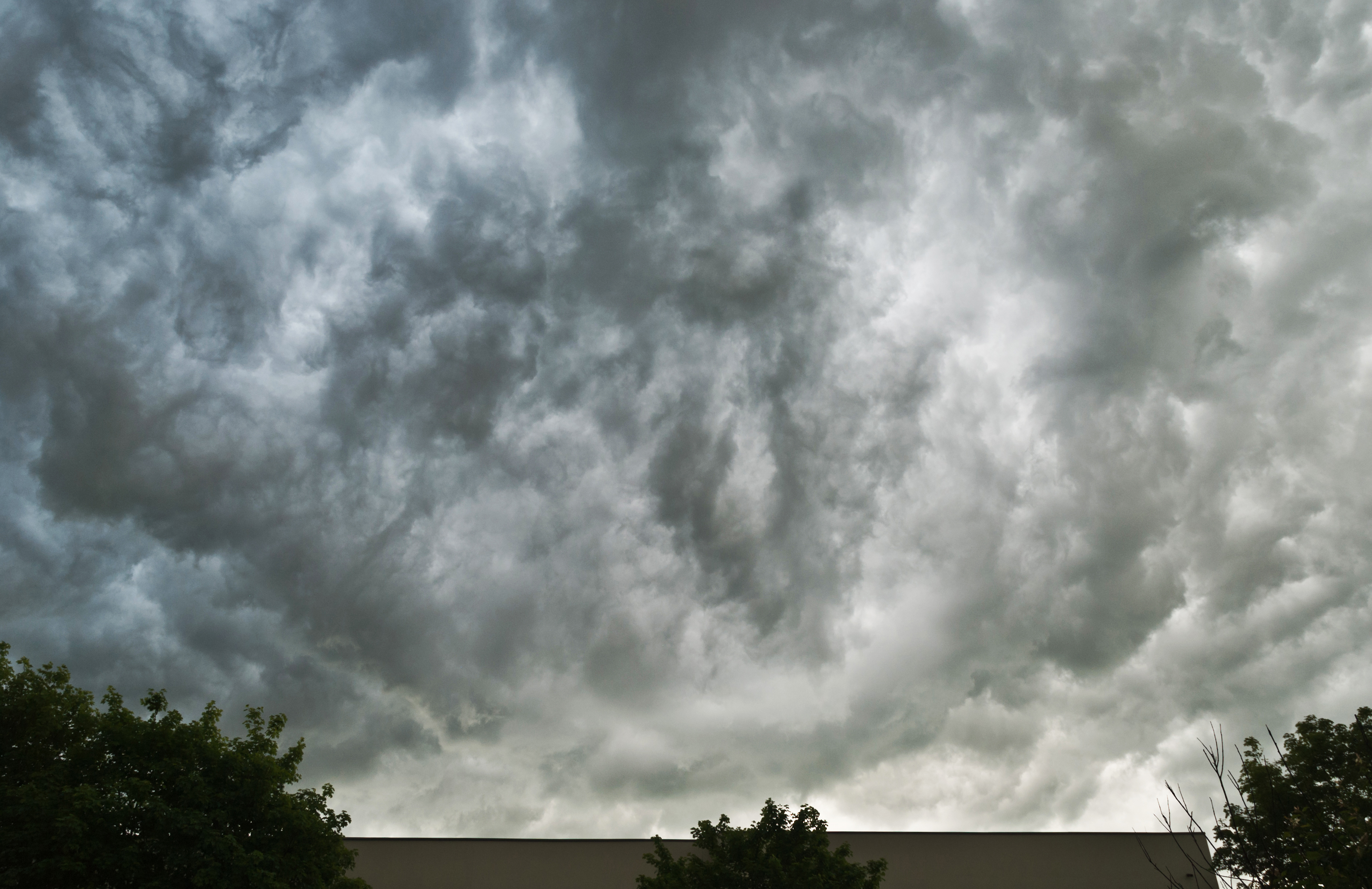
Nimbostratus na chwilę przed intensywnymi opadami